# 徳恵西駅
徳恵西駅（とくけいにしえき）とは、中華人民共和国吉林省長春市徳恵市に位置する哈大旅客専用線の駅。

## 歴史
- 2012年12月1日　開業。

## 隣の駅
中華人民共和国鉄道部
哈大旅客専用線
扶余北駅 - 徳恵西駅 - 長春西駅
座標: 北緯44度32分37秒 東経125度40分10秒 / 北緯44.54353度 東経125.66938度